# 닷넷 컴팩트 프레임워크
닷넷 컴팩트 프레임워크(.NET Compact Framework)는 윈도우 CE 기반 PDA, 모바일 폰, 셋톱박스와 같은 모바일 또는 임베디드 디바이스에서 사용가능하도록 설계된 닷넷 프레임워크의 하위집합(subset)이다.

## 특징
닷넷 컴팩트 프레임워크는 관리되는 코드와 XML 웹 서비스의 세계를 스마트 장치로 옮겨주어 PDA, 휴대폰 및 셋톱박스와 같은 장치에서 다운로드 가능한 안전한 응용 프로그램을 실행할 수 있도록 만들어 준다. 닷넷 컴팩트 프레임워크는 데스크톱 닷넷 프레임워크의 하위 집합이므로 개발자는 그 장치와 데스크톱 및 서버 환경에서 기존 프로그래밍 기술과 기존 코드를 어렵지 않게 다시 사용할 수 있다. 이 외에도 닷넷 컴팩트 프레임워크는 모든 닷넷 프레임워크의 도구 및 프로그래밍 모델을 공유하므로 스마트 장치용 응응 프로그램 개발 비용을 줄일 수 있으며 이에 따라 효율적인 리소스 활용이 가능하다는 장점이 있다.

## 출시 역사
| 버전 이름  | 버전 번호  | 출시일            |
| ---------- | ---------- | ----------------- |
| 1.0 RTM    | 1.0.2268.0 | Late 2002         |
| 1.0 SP1    | 1.0.3111.0 | 알 수 없음        |
| 1.0 SP2    | 1.0.3316.0 | 알 수 없음        |
| 1.0 SP3    | 1.0.4292.0 | January 2005      |
| 2.0 RTM    | 2.0.5238.0 | October 2005      |
| 2.0 SP1    | 2.0.6129.0 | June 2006         |
| 2.0 SP2    | 2.0.7045.0 | March 2007        |
| 3.5 Beta 1 | 3.5.7066.0 | May 2007          |
| 3.5 Beta 2 | 3.5.7121.0 | 알 수 없음        |
| 3.5 RTM    | 3.5.7283.0 | November 19, 2007 |
| 3.5        | 3.5.7283.0 | January 25, 2008  |
| 3.7        | 3.7.8345.0 | 알 수 없음 2009   |

## 같이 보기
- 닷넷 프레임워크
- 닷넷 마이크로 프레임워크
- 윈도우 모바일